# Sky One
Sky One är en TV-kanal från British Sky Broadcasting som startade 1982 som under namnet Sky Channel och sände internationellt. Kanalen lanserades den 26 april 1982 under namnet "Satellite Television" och är den fjärde äldsta TV-kanalen i Storbritannien efter BBC One (2 november 1936), ITV (22 september 1955) och BBC Two (20 april 1964). Channel 4 började sända först 1982.
Den 30 juli 1990 ändrades namnet till Sky 1, och började enbart sända till Storbritannien och Republiken Irland. Den 1 september 1993 startades Sky Multichannels, och samma dag krypterades Sky One och kunde därmed inte längre ses utanför Storbritannien och Republiken Irland.